# Phyllogomphus moundi
Phyllogomphus moundi – gatunek ważki z rodziny gadziogłówkowatych (Gomphidae).